# 後壁区

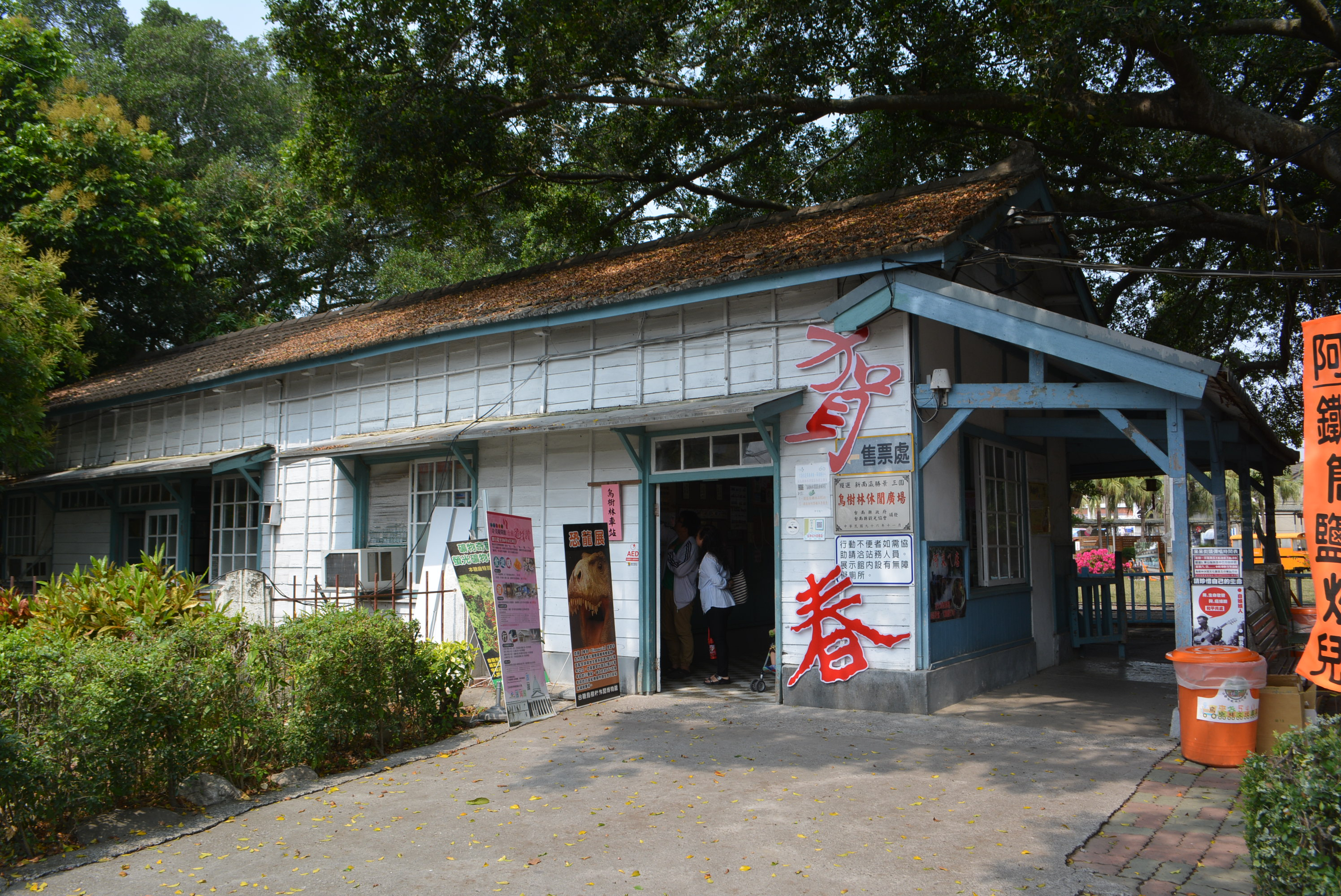
旧台湾糖業鉄道烏樹林駅

後壁区（ホウビー/こうへき-く）は台南市の市轄区。新営区の近郊にあるので、新営都心圏への通勤率は高い。

## 地理
後壁区は台南市北端に位置し、北は八掌渓を隔てて嘉義県水上郷、鹿草郷と、東は白河区と、西は塩水区と、南は新営区、東山区とそれぞれ接している。
嘉南平原の中部、八掌渓および急水渓の沖積によって形成された地形に位置するため、東北部の地勢がやや高くなっている。

## 歴史
旧名は「侯伯寮」であり、「頂茄苳」の後方に位置したことから命名された。土地の人々は台湾語で「後壁寮」（後ろ側の意味)と称していた。日本統治時代、1920年の台湾地方改制により後壁庄が設けられ、台南州新営郡の管轄となった。台湾の中華民国への編入後には後壁郷となって台南県に属した。2010年12月25日に台南県が台南市に編入されたことに伴って後壁区となり、現在に至る。

## 行政区
| 里 |
| --- |
| 後壁里、侯伯里、嘉苳里、土溝里、上茄苳里、菁豊里、菁寮里、新嘉里、長短樹里、竹新里、新東里、頂安里、長安里、福安里 |

## 歴代区長
| 代 | 氏名 | 退任日 |
| -- | ---- | ------ |

## 教育

### 高級中学
- 国立後壁高級中学

### 国民中学
- 台南市立後壁国民中学
- 台南市立菁寮国民中学

### 高級職校
| - 台南市後壁区後壁国民小学 - 台南市後壁区菁寮国民小学 - 台南市後壁区安渓国民小学 - 台南市後壁区新東国民小学 | - 台南市後壁区永安国民小学 - 台南市後壁区樹人国民小学 - 台南市後壁区新嘉国民小学 |

## 交通
- 台湾高速鉄道の最寄り駅:嘉義駅

| 種別 | 路線名称  | 系統                | 事業者   |
| ---- | --------- | ------------------- | -------- |
| 鉄道 | 縦貫線    | 縦貫線 (南段)後壁駅 | 台鉄     |
| バス | 嘉義-柳營 | 7229                | 嘉義客運 |
| 省道 | 台1線     |                     |          |

## 観光
- 後壁駅
- 後壁黄家古厝（中国語版）
- 下茄苳泰安宮（中国語版）
- 菁寮老街（中国語版）
- 菁寮黄宅
- 小南海風景区

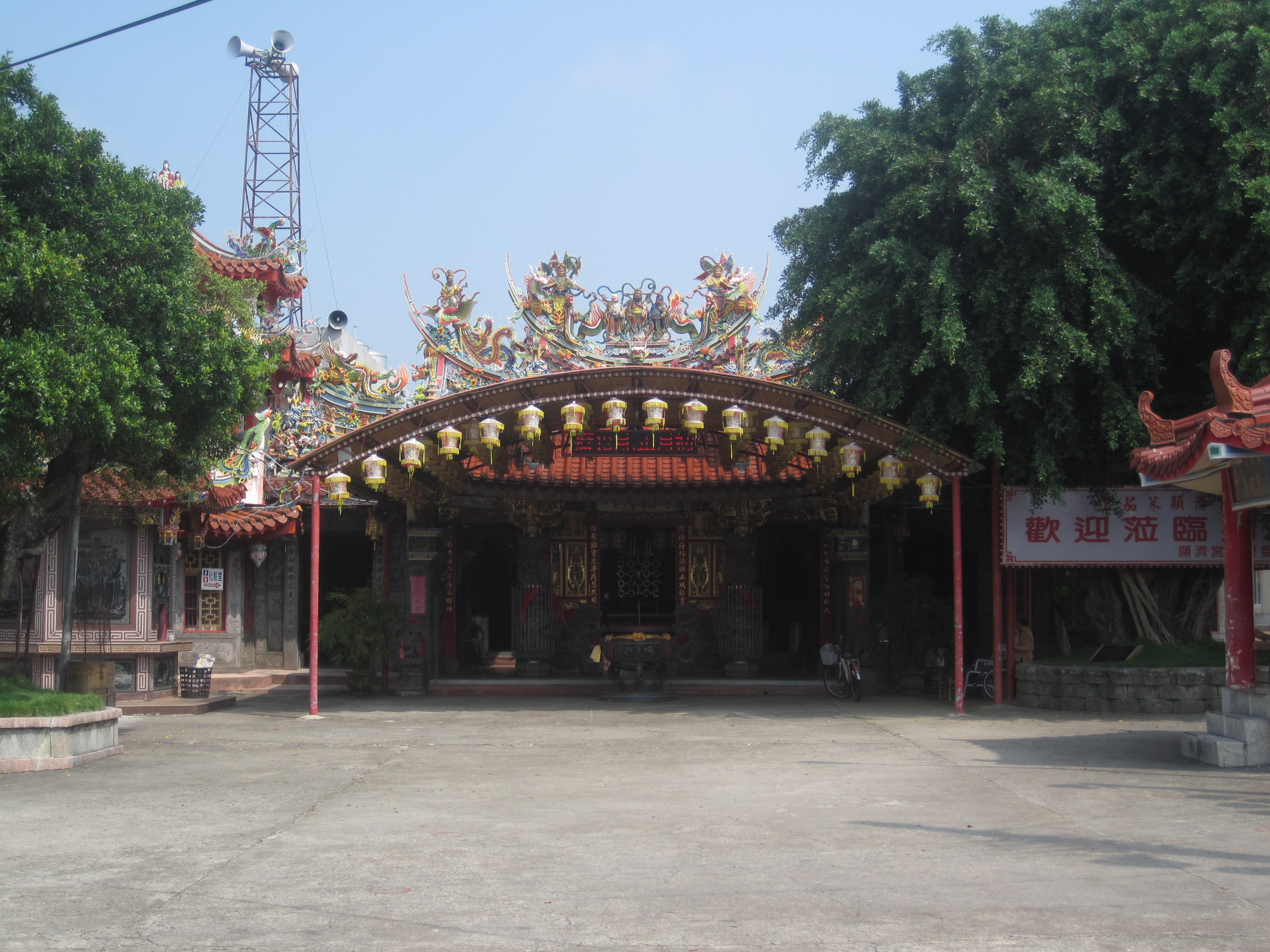
上茄苳顕済宮

- 菁寮聖十字架天主堂 - ゴットフリート・ベーム設計のカトリック教会。
- 下茄苳旌忠廟（中国語版）
- 旧台糖烏樹林糖廠（中国語版）
- 烏樹林駅
- 長短樹永安堂（中国語版）
- 土溝農村美術館